# Nati nel 1016
| Questa pagina contiene informazioni ricavate automaticamente dalle voci biografiche con l'ausilio del template Bio e di un bot. L'aggiornamento è periodico e automatico e ricostruisce completamente la pagina. Se manca una persona in questa lista, sei pregato di non aggiungerla, ma accertati piuttosto che la sua voce biografica contenga il template Bio e che i dati anagrafici siano correttamente compilati. Se il template Bio manca, inseriscilo tu stesso o, in alternativa, metti l'avviso {{tmp\|Bio}} che ne segnala la mancanza. Se i dati riportati sono sbagliati, correggi direttamente la voce biografica; le modifiche saranno visibili in questa lista entro pochi giorni. Per chiarimenti vedi il progetto biografie. La lista contiene solo le 9 persone che sono citate nell'enciclopedia e per le quali è stato implementato correttamente il template Bio. Pagina aggiornata al 13 gen 2025. |

- 25 luglio - Casimiro I di Polonia, sovrano polacco († 1058)
- 28 ottobre - Enrico III il Nero, sovrano tedesco († 1056)
- Adelaide di Susa, sovrana italiana († 1091)
- García III Sánchez di Navarra, re († 1054)
- Nāropā, mistico e monaco buddhista indiano († 1101)
- Yusuf Hass Hajib, politico e scrittore turco († 1077)
- Edoardo l'Esiliato, nobile inglese († 1057)
- Minamoto no Tsunenobu, poeta giapponese († 1097)
- Abbad II al-Mu'tadid, sovrano arabo († 1069)